# Ealchred

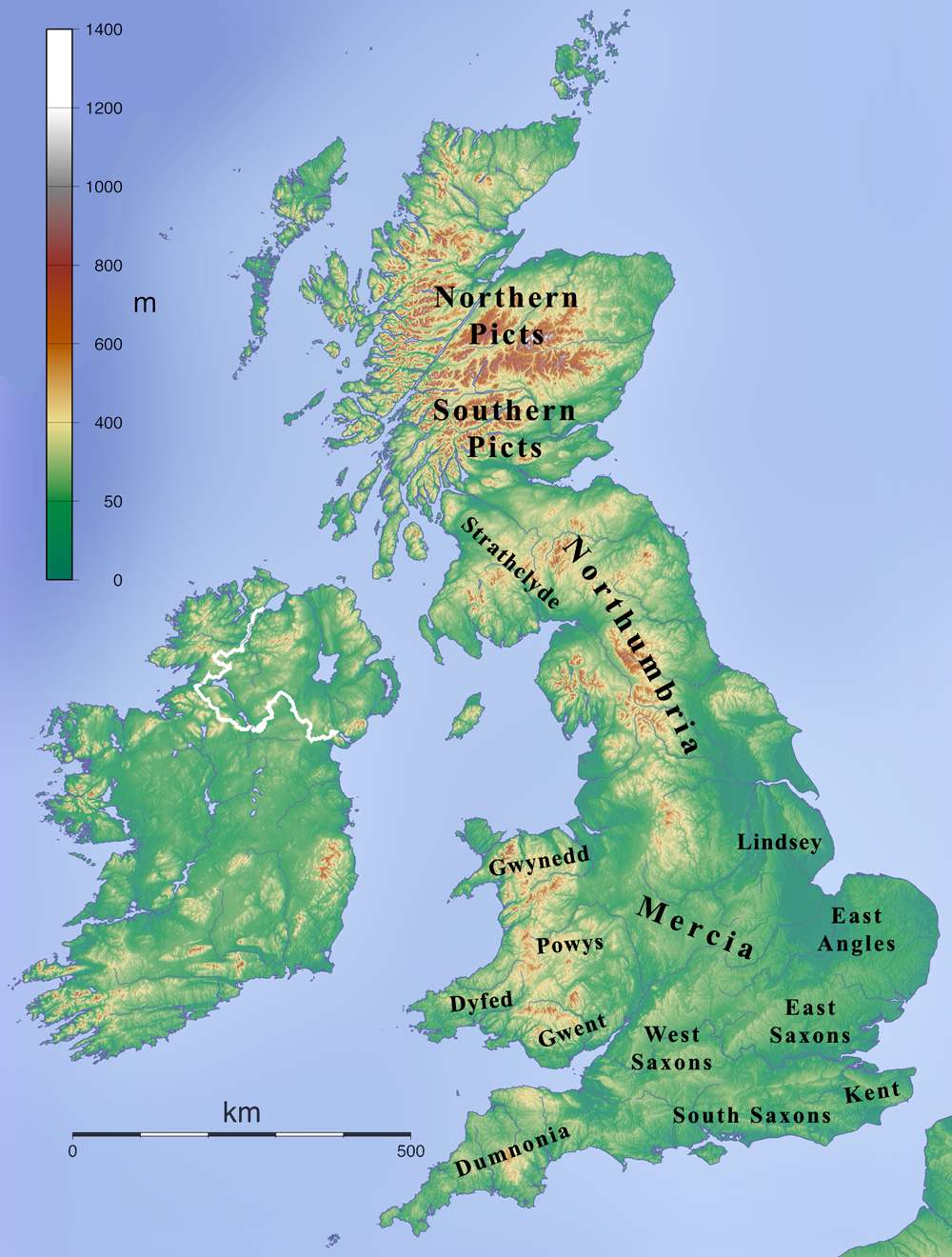
England zur Zeit Ealchreds

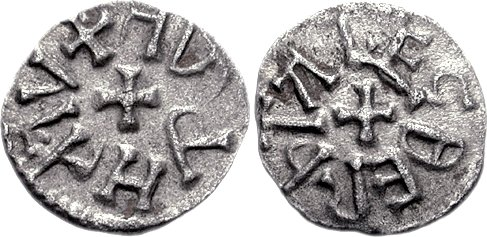
von Ealchred und Erzbischof Ecgberht gemeinsam emittierte Münze (765)

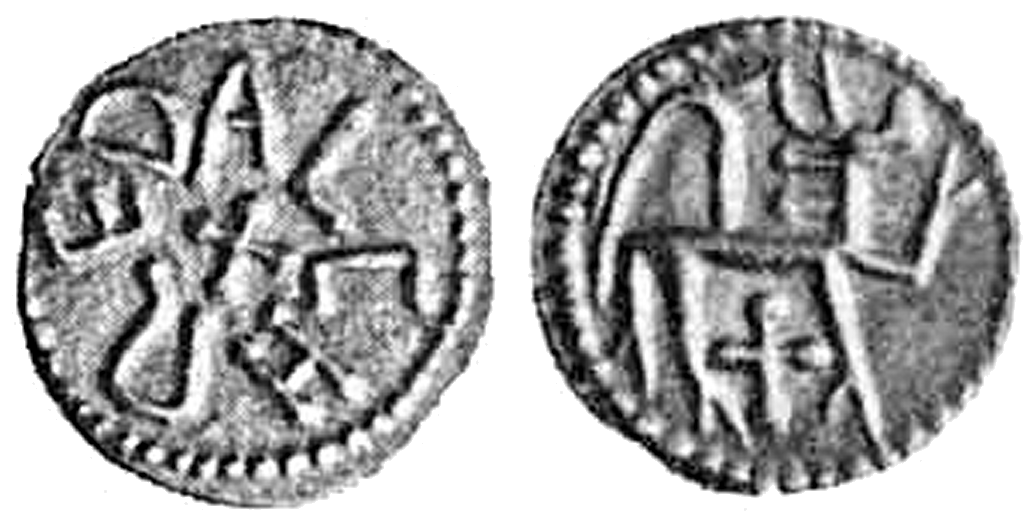
Sceat (Silbermünze) Ealchreds

Ealchred (auch Alhred, Alcred, Alchred, Alachrat, Aluchred) war von 765 bis 774 König des angelsächsischen Königreiches Northumbria.

## Leben

### Familie
Ealchred war ein Sohn Eanwines. Es existiert eine Ahnenliste, die Ealchreds Abstammung auf Ida von Bernicia (547–559/560) und dessen Sohn Eadric zurückführt, doch ist diese Genealogie wohl fiktiv.
Ealchred heiratete Osgifu, die entweder die Tochter von Oswulf (758–759) oder von Eadberht (737–758) war. Dadurch war er mit Erzbischof Ecgbert von York verschwägert. Osred II., der Sohn Ealchreds und Osgifus, war von 788 bis 790 ebenfalls König Northumbrias. Alcmund, der im Jahr 800 während der Herrschaft Eardwulfs (796–810?) ermordet wurde, war angeblich ein Sohn Ealchreds.

### Herrschaft
Am 30. Oktober 765 wurde  sein Vorgänger Æthelwald Moll in Pincanheale (Finchale bei Durham) vom Witenagemot abgesetzt und Ealchred zum neuen König bestimmt. Gleich nach seiner Thronbesteigung ließ Ealchred in York Münzen in seinem Namen prägen.
Ealchreds Heirat mit Osgifu im Jahr 768 deutet auf eine Allianz mit der Linie Oswulfs gegen die Familie seines Vorgängers Moll hin.
Ealchred unterhielt enge Verbindungen mit dem europäischen Festland. Er förderte die Missionierung der Altsachsen. Im Jahr 767 wurde Aluberht in York zum Bischof der Altsachsen geweiht. Der Missionar Willehad erhielt seinen Auftrag zur Bekehrung Frieslands um 770 von einem Konzil unter der Leitung Ealchreds. In einem Brief an den Mainzer Erzbischof Lul brachte er 773 seinen Wunsch zur Annäherung an das Frankenreich zum Ausdruck. Im Jahr 773 schickte Ealchred eine Gesandtschaft an den Hof Karls des Großen (768–814).
Um 773 brachen in York Unruhen aus, die möglicherweise bereits im Zusammenhang mit Ealchreds Sturz standen. Zur Osterzeit des Jahres 774 wurde Ealchred vom Witenagemot in York abgesetzt und verbannt. Die Gründe dafür sind unklar: Einerseits hatte er offenbar Probleme mit Erzbischof Æthelberht (767–780), andererseits drängte sein Nachfolger Æthelred I., der Sohn seines Vorgängers Æthelwald Moll, an die Macht. Ealchred floh zunächst nach Bamburgh und fand anschließend bei Ciniod mac Uuredech (763–775), dem König der Pikten, Asyl. Sein weiteres Leben und sein Todesjahr wurden nicht überliefert.